# Шицзиншань (стадион)
Шицзинша́нь, Стадион Шицзиншань (кит. упр. 石景山体育场, пиньинь Shíjǐngshān ) — стадион в одноимённом районе городского подчинения в столице КНР Пекине.
Вместимость 20000 человек. Площадь — 72000 квадратных метра. Есть стандартная легкоатлетическая дорожка и футбольное поле.
Стадион принимал Летние Азиатские игры 1990 года.
Домашний стадион бывшего профессионального футбольного клуба «Бэйцзин Хундэн» (кит. упр. 北京宏登), который был основан в 1997 году и расформирован в 2010 году.
Выступал в качестве домашнего стадиона «Пекин Баси» в 2012 году. Стадион принимал игры Первой лиги Китая по футболу (2012) и один матч во 2-м раунде Кубка Китайской футбольной ассоциации (2012).
Строительство стадиона началось в феврале 1981 года и завершилось после пяти лет в октябре 1986 года. Инвестиции в строительство составили 4,3 миллионов юаней. 